# Broubrou

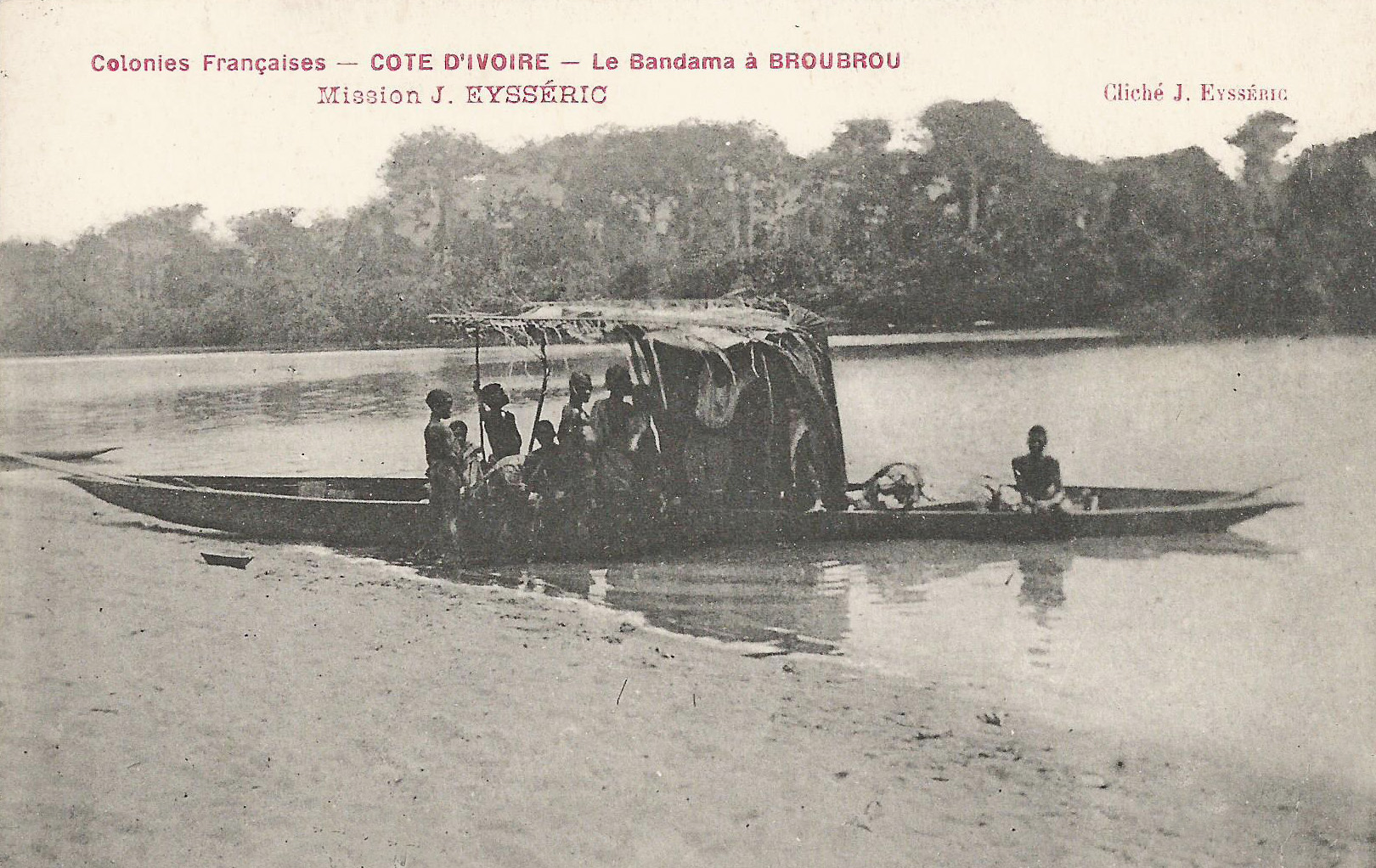
Le Bandama à Broubrou (mission J. Eysséric, 1896-1897).

Broubrou est une localité du sud est de la Côte d'Ivoire, et appartenant au département de Tiassalé, dans la région d'Agnéby-Tiassa. La localité de Broubrou est un chef-lieu de commune.